# Termokemija
Têrmokemíja v termodinamiki in fizikalni kemiji predstavlja študij energijskih sprememb pri kemijskih reakcijah in fizikalnih spremembah, kamor sodita npr. taljenje in vrenje. V splošnem se termokemija ukvarja z energijskimi spremembami pri različnih procesih, kot so mešanje, fazni prehodi, kemijske reakcije, v področje termokemije pa spadajo tudi izračuni nekaterih fizikalnih značilnosti snovi, kot so npr. toplotna kapaciteta, tvorbena energija, entalpija in prosta energija.

## Zgodovina
Termokemija je skupaj s pnevmatsko kemijo postavila temelje sodobni kemiji in sodelovala pri izpeljavi kemijske revolucije v 18. stoletju. Termokemija sloni na dveh predpostavkah, ki se s sodobnim znanstvenim zapisom glasita:
1. Lavoisierov in Laplaceov zakon (1780): Energijska sprememba, ki spremlja izbrano pretvorbo je enaka in nasprotna energijski spremembi, ki se zgodi pri obratnem procesu.
2. Hessov zakon (1840): Energijska sprememba, ki spremlja izbrano pretvorbo je enaka, če se pretvorba zgodi v enem samem procesu ali v več korakih.
Ti dve predpostavki sta pomagali osnovati prvi zakon termodinamike, ki ju je kasneje tudi zamenjal.
V tem obdobju sta Edvard Diaz in Germain Henri Hess proučevala tudi specifično in latentno toploto, glavni prispevek h kasnejšemu razvoju teorij o spremembah latentne toplote pa je prispeval Joseph Black.

## Kalorimetrija
Toplotne spremembe pri različnih procesih je najenostaveje meriti s pomočjo kalorimetrije. V ta namen se uporablja kalorimeter - toplotno izolirana naprava, v kateri se izvaja kemijska ali fizikalna sprememba. Temperaturo v kalorimetru je mogoče meriti s termometrom ali termočlenom, iz časovno-temperaturne odvisnosti pa lahko izluščimo želene termodinamske podatke. Moderni kalorimetri so pogosto avtomatizirani in omogočajo hitro branje izhodnih podatkov (npr. pri diferenčni kalorimetriji).

## Sistemi
V termokemiji se uporablja več termodinamskih definicij. Sistem predstavlja določen del vesolja, ki ga obravnavamo. Vse kar se ne nahaja v sistemu imenujemo okolica sistema. Sistem je lahko izoliran (sistem si z okolico ne more izmenjevati ne toplote ne snovi, kot npr. dobro zaprta termovka), zaprt (sistem z okolico lahko izmenjuje toploto, ne pa snovi, kot npr. radiator) ali pa odprt (sistem si lahko z okolico izmenjuje tako toploto kot snov, kot npr. plavalni bazen).

## Spremembe
Sistem je podvržen določeni spremembi, ko se ena izmed lastnosti sistema spremeni. Spremembe v sistemu lahko potekajo pod različnimi pogoji. Pri izotermni spremembi temperatura sistema tekom spremembe ostaja konstantna, pri izobarni spremembi se ohranja tlak sistema, pri adiabatni spremembi pa sistem z okolico ne izmenjuje toplote.